# Boycott des bus de Montgomery
Le boycott des bus de Montgomery est une campagne politique et sociale entamée en 1955 à Montgomery, dans l'État américain de l'Alabama, pour s'opposer à la politique municipale de ségrégation raciale dans les transports publics. Le déclencheur est l'arrestation de Rosa Parks, femme afro-américaine qui refuse de céder sa place d'autobus à un passager blanc comme elle était tenue de le faire selon la législation en vigueur de l'époque. Ce boycott est l'un des événements majeurs du mouvement américain des droits civiques. Il se déroule du 5 décembre 1955 au 21 décembre 1956 et aboutit à une décision de la Cour suprême déclarant anticonstitutionnelles les lois de l'Alabama imposant la ségrégation raciale dans les bus. Preuve de la ségrégation raciale dans les bus; Extrait des règlements municipaux de Montgomery(1955): « Les passagers blancs doivent être assis à l’avant du bus, les passagers noirs à l’arrière. Si la section blanche est pleine, les passagers noirs doivent céder leurs sièges aux passagers blancs. »

## Contexte

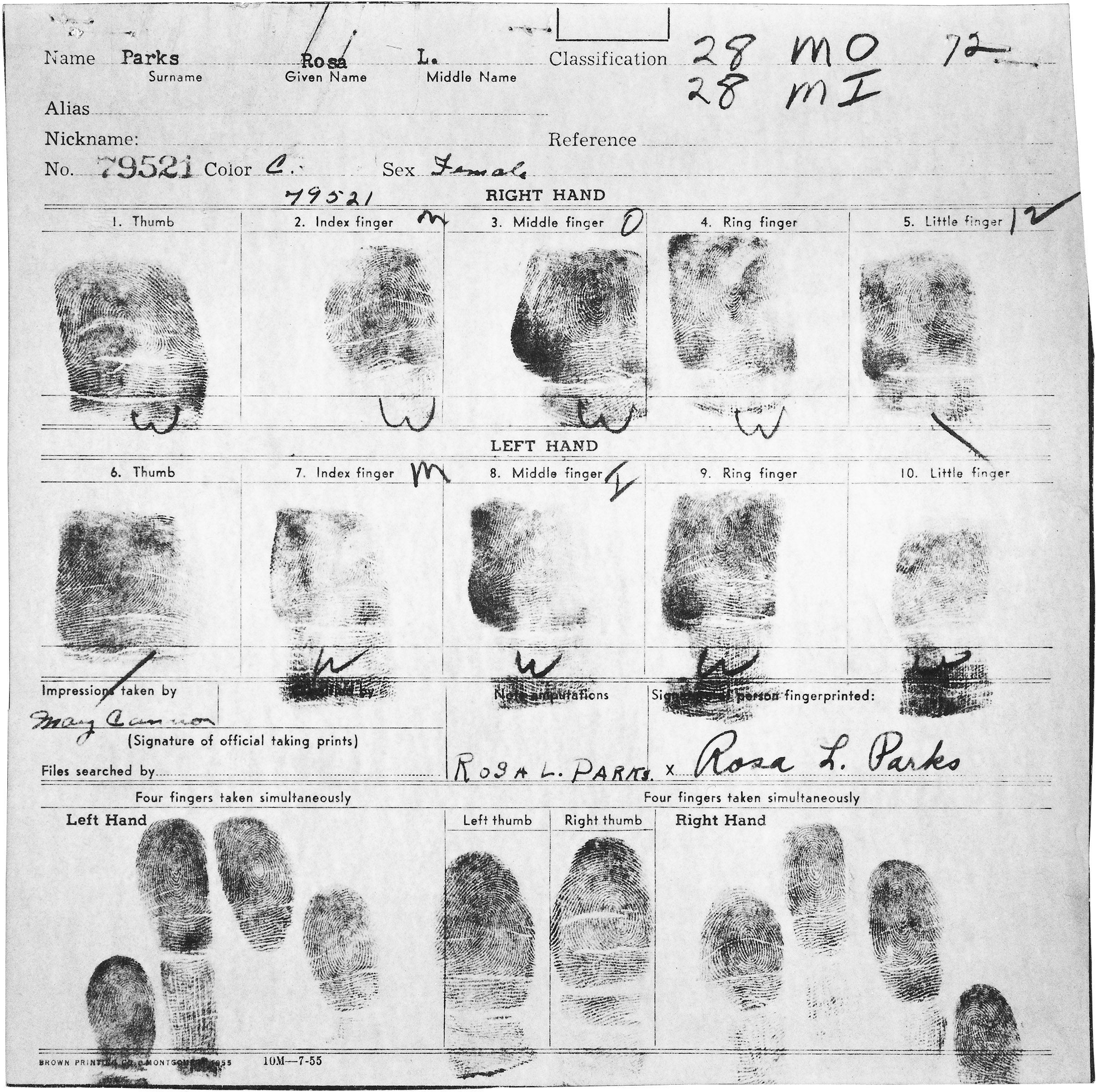
Le carton des empreintes de Rosa Parks.

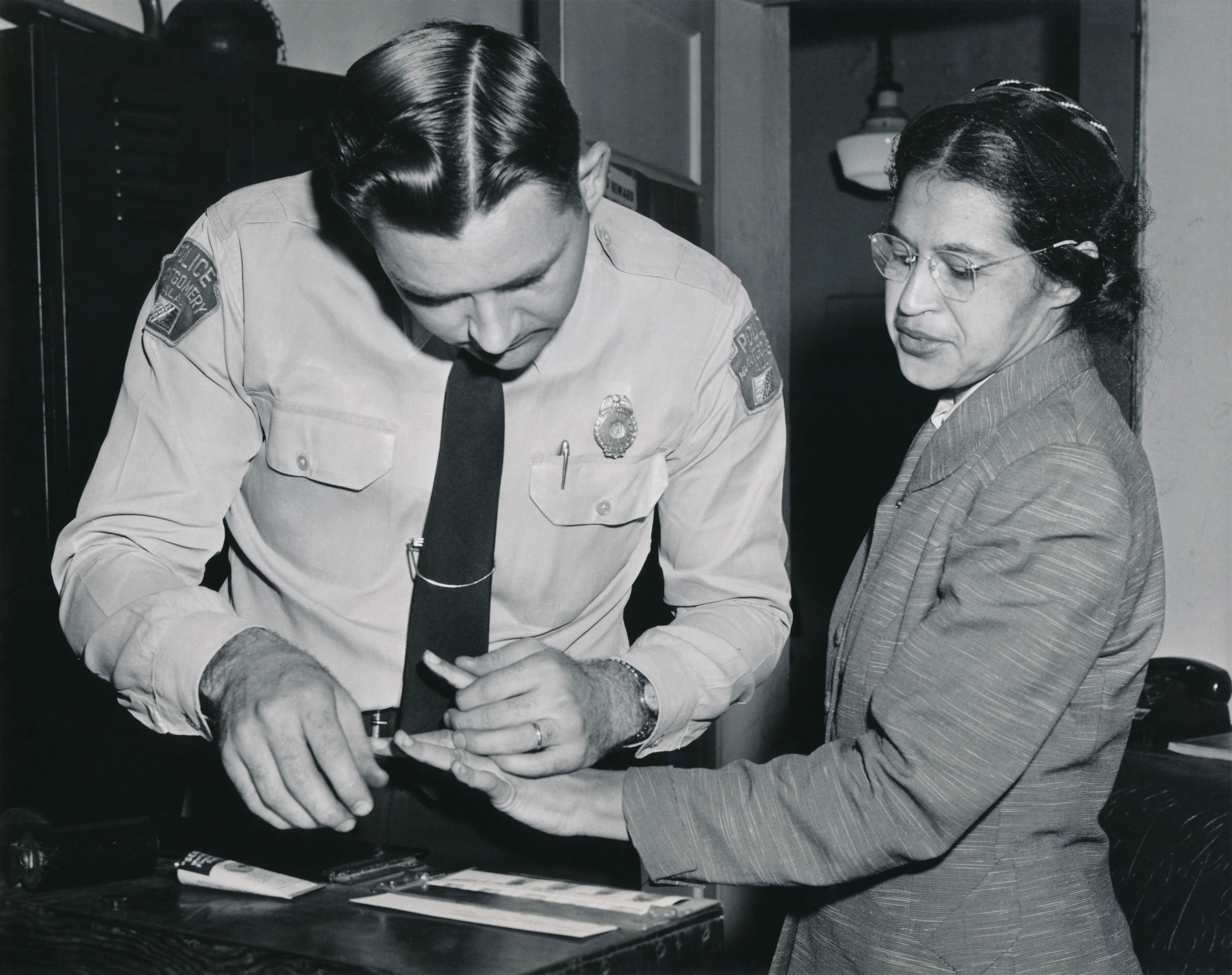
Le sheriff D.H. Lackey prenant les empreintes digitales de Rosa Parks le 22 février 1956.

La ségrégation raciale était répandue dans les transports publics aux États-Unis, et officialisée par une décision de la Cour suprême en 1896.
Le règlement des bus de Montgomery organisait de façon très détaillée la ségrégation entre passagers afro-américains (représentant 75 % des usagers) et passagers blancs, en les répartissant selon trois sections à l'intérieur du bus :
- à l'avant : une section white réservée aux Blancs de dix sièges,
- à l'arrière : une section colored réservée aux Afro-Américains de dix sièges,
- au milieu : une section pour Blancs et Afro-Américains de seize sièges : un Afro-Américain n'avait pas le droit d'y être assis à côté d'un Blanc. Les Blancs s'y asseyaient par rangée à partir de l'avant, et les Afro-Américains par rangée à partir de l'arrière. Si un Noir montait dans le bus et ne trouvait pas de place autorisée alors il devait rester debout ou quitter le bus. Inversement si un Blanc montait, alors tous les Afro-Américains de la première rangée de Noirs située après les Blancs devaient se lever pour laisser la place à une nouvelle rangée de Blancs.

De plus, après avoir acheté un billet au chauffeur, la traversée de la section avant leur étant interdite, un Afro-Américain  devait ressortir du bus pour y rentrer par la porte arrière. Il arrivait que le chauffeur démarre avant que le passager ait eu le temps de rentrer par la porte arrière.
Avant le refus de Rosa Parks, devenu célèbre, Claudette Colvin,, une adolescente âgée de quinze ans avait été arrêtée le 2 mars 1955 pour avoir dérogé à ce règlement, et d'autres personnes l'avaient payé durement, parfois de leur vie.

## Refus de Rosa Parks de céder sa place dans un bus
Rosa Parks devient célèbre lorsque, le 1er décembre 1955 dans la ville de Montgomery,, elle refuse d'obéir au conducteur de bus James Blake qui lui demande de laisser sa place à un passager blanc et d'aller s'asseoir au fond du bus.

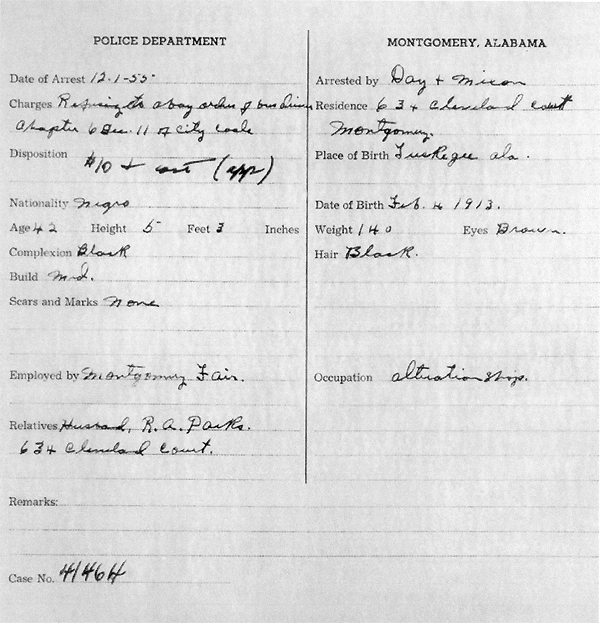
Rapport de police sur Rosa Parks du 1 décembre 1955, page 2.

Pendant des années, la communauté afro-américaine se plaint de la situation et Rosa Parks ne fait pas exception : « Ma résistance à ces mauvais traitements dans le bus n'a pas commencé avec cette arrestation. J'ai fait beaucoup de marche à pied à Montgomery. » Rosa Parks en fait une expérience publique un jour pluvieux de novembre 1943, quand le chauffeur de bus James Blake, comme à son habitude, lui demande de payer sa course à l'avant, redescendre et de remonter par la porte arrière. Voyant que du monde gêne l'accès par l'arrière, elle décide d'aller directement vers le fond. Blake furieux, la main sur son revolver, l'empoigne pour la ramener vers l'avant. Elle laisse alors tomber intentionnellement son sac à main et s'assied un instant sur un siège réservé aux passagers blancs pour le récupérer. Blake lui laisse à peine le temps de descendre du bus, qu'il redémarre. Rosa Parks marche plus de huit kilomètres sous la pluie. Il s'agit de ce même chauffeur le 1er décembre 1955.
Ce jour de 1955, elle n'avait semble-t-il pas planifié son geste, mais une fois décidée, elle l'assume totalement. Après son travail, elle prend le bus vers 18 heures. Alors qu'elle s'est assise au milieu, quatre personnes blanches montent à l'arrêt devant l’Empire Theater mais il n'y a de places assises que pour trois passagers. Le quatrième le signale à Blake qui demande aux Afro-Américains d'une rangée du milieu de la zone du milieu d'aller à l'arrière. Ces derniers refusent puis finalement les trois hommes afro-américains obtempèrent mais Rosa reste dans cette rangée, acceptant uniquement de se déplacer à droite près de la fenêtre. Blake, furieux qu'elle refuse de se déplacer dans la colored section, descend du bus et appelle son chef qui lui demande de faire venir la police. Elle est arrêtée, emmenée au poste de police de l'hôtel de ville puis transférée à la prison. Elle prend contact avec l'avocat Edgar Nixon,, membre du chapitre de Montgomery de la NAACP, une des principales associations de défense des droits des Afro-Américains. Bien que furieux du traitement réservé à Mme Parks, il voit tout de suite l'intérêt symbolique du combat à mener. Il appelle un avocat blanc, Clifford Durr (en), qui accepte de contester la loi sur la ségrégation dans les bus. Ils la font libérer le lendemain soir,,.
La mobilisation collective qui s'ensuit est plus large que la seule lutte contre la ségrégation raciale. C'est aussi une lutte des femmes (les principales utilisatrices des bus), et elle est ancrée dans les classes populaires. L'historienne Christelle Gomis rappelle que « s’il est souvent décrit comme un mouvement mené par des hommes noirs tel Martin Luther King, dans les faits, le boycott a également un long passé en tant que moyen de protestation contre les violences sexuelles faites aux femmes noires ».

## Mobilisation avec Martin Luther King
La nuit suivante, cinquante dirigeants de la communauté afro-américaine, emmenés par un jeune pasteur peu connu à l'époque, Martin Luther King,,, se réunissent à l'église baptiste de l'avenue Dexter, pour discuter des actions à mener à la suite de l'arrestation de Rosa Parks. Ils y fondent la Montgomery Improvement Association, dont ils élisent King comme président. Il y popularisera les théories de la non-violence et de la désobéissance civile. Le mouvement a trois revendications immédiates :
1. que les Blancs et les Afro-Américains puissent s'asseoir où ils veulent dans l'autobus ;
2. que les chauffeurs soient plus courtois à l'égard de toutes les personnes ;
3. que des chauffeurs noirs soient engagés.

## Boycott

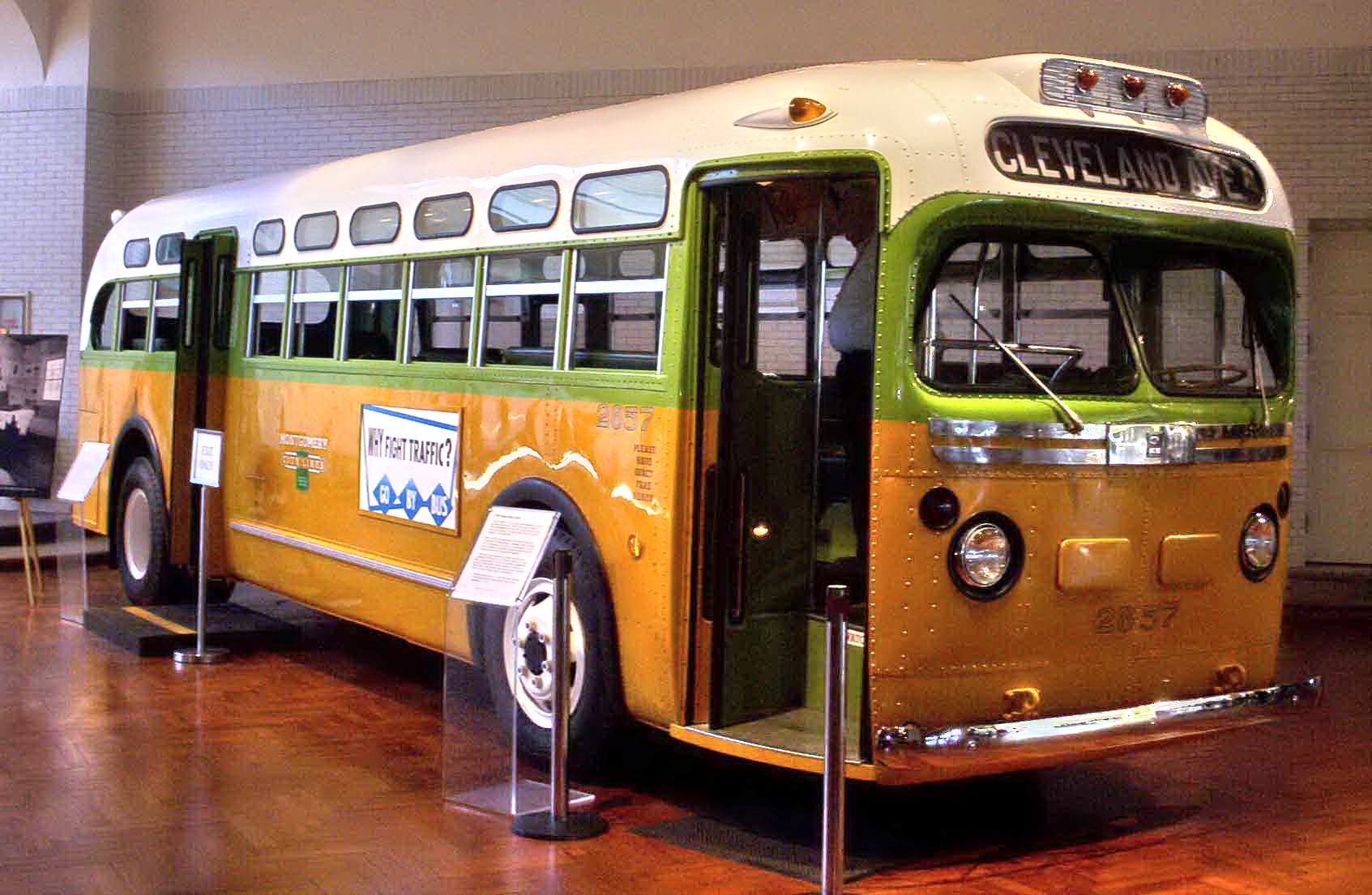
Le bus dans lequel Rosa Parks est montée le 1 décembre 1955 est maintenant exposé au musée Henry Ford (Dearborn, Michigan).

Jugée et inculpée de désordre public ainsi que de violation des lois locales le 5 décembre, Rosa Parks écope d'une amende de dix dollars (plus quatre dollars de frais de justice). Ses avocats décident de faire appel.
La veille du procès, 35 000 tracts sont distribués pour inviter les Afro-Américains à ne plus emprunter les bus le lundi 5 décembre. Le mot d'ordre fut repris le lundi par The Montgomery Advertiser, le journal afro-américain local. Le mot d'ordre fut reconduit après une réunion à l'église. C'est le début du boycott des bus de Montgomery ; il se prolongera 381 jours. Des dizaines de bus publics restèrent au dépôt pendant des mois jusqu'à ce que la loi sur la ségrégation dans les bus publics fût levée. La plupart marchèrent à pied ; des taxis conduits par des Afro-américains firent des trajets au tarif du bus (10 cents). Quelques Blancs les rejoignirent, parfois par idéologie, parfois simplement parce qu'ils avaient besoin que leurs employés afro-américains viennent travailler. Parmi eux, le pasteur blanc Robert Graetz fut brièvement arrêté une demi-heure, et un policier vint lui faire une conférence sur la bible en tant que fondement de la ségrégation raciale, mais le juge refusa de l'inculper et il fut relâché. Tous les journaux d'Amérique ont raconté son histoire. Ce pasteur avait pris un jour dans sa voiture une vieille femme noire exténuée, à laquelle il demanda si elle n'était pas fatiguée. « oui, répondit-elle, mon corps peut être bien fatigué, mais depuis de longues années c'est mon âme qui est lasse. Maintenant, mon âme et libérée, aussi n'ai-je aucun souci si mon corps est fatigué ». Le pasteur et sa famille subiront des représailles par des menaces et du vandalisme,,. 
Peu à peu, grâce en partie à l'écho international qu'eut le mouvement, des fonds ont commencé à arriver, permettant de mettre en place un service d'autobus parallèle, ou plus modestement l'achat de paires de chaussures. Des actes violents furent perpétrés, y compris le dynamitage des domiciles de Martin Luther King et de l'avocat Edgar Nixon ; King fut en outre victime de violences physiques. Fidèle à sa stratégie de non-violence, King demanda de ne pas répondre à ces actes. Ce mouvement provoqua beaucoup d'autres protestations contre la ségrégation menée aux États-Unis.
À travers son rôle initiateur du boycott, Rosa Parks aida à la prise de conscience des Américains dans la lutte pour les droits civiques. Martin Luther King écrit dans son livre paru en 1958, Stride Toward Freedom, « L'arrestation de Mme Parks fut l'élément déclencheur plutôt que la cause des protestations ».

## Décision de la Cour suprême
Finalement, le 13 novembre 1956, la Cour suprême des États-Unis statua par l'arrêt Browder v. Gayle, qui proclama que la ségrégation dans les bus était anticonstitutionnelle, confirmant la décision de la Cour fédérale de district de l'Alabama du 5 juin 1956, à propos de la ségrégation dans les bus en Alabama,,. La nouvelle ne parvint à Montgomery que le 20 décembre. Le boycott cessa le lendemain.
Toutefois, la violence continua avec des tirs contre les bus et le domicile de Luther King et des explosions visant les églises fréquentées par les Afro-Américains. 
Et, si la ségrégation avait été abolie dans les bus de l'État, ce n'était pas encore le cas pour les liaisons inter-étatiques. Un groupe de jeunes fonda le Freedom ride (qui peut se traduire par les voyages de la liberté), mais après quelques jours, un de ces bus fut stoppé par le Ku Klux Klan ; ses occupants furent battus et le car brûlé,. Ce n'est qu'en 1964 que les lois ségrégationnistes furent abrogées sur l'ensemble des États-Unis par le Civil Rights Act de 1964 qui interdit toute forme de ségrégation dans les lieux publics, les services publics et l'accès à l'emploi, puis en 1965 par le Voting Rights Act interdisant les discriminations raciales dans l'exercice du droit de vote comme les tests et les taxes s'adressant aux seuls gens de couleur pour être électeur.

### Essais
- (en-US) Teresa Celsi, Rosa Parks and the Montgomery bus boycott, Turtleback Books, 1er août 1991, 40 p. (ISBN 9780785742500, lire en ligne),
- (en-US) Roberta Hughes Wright, The birth of the Montgomery bus boycott, Charro Publishers, Inc., 1er juin 1991, 161 p. (ISBN 9780962946806, lire en ligne),
- (en-US) Roberta Hughes Wright, Rosa Parks : the birth of the Montgomery bus boycott, Trafford, 2006, 211 p. (ISBN 9781412092869, lire en ligne),
- (en-US) Beatrice Siegel, The Year They Walked: Rosa Parks and the Montgomery Bus Boycott, Four Winds Press, 1er février 1992, 103 p. (ISBN 9780027826319, lire en ligne),
- (en-US) Herbert R. Kohl, Marian Wright Edelman & Cynthia Stokes Brown, She would not be moved : how we tell the story of Rosa Parks and the Montgomery bus boycott, The New Press, 2005, rééd. 2007, 126 p. (ISBN 9781595581273, lire en ligne),
- (en-US) Lydia Bjornlund, Rosa Parks and the Montgomery Bus Boycott, Lucent Library of Black History), 14 décembre 2007, 104 p. (ISBN 9781420500103, lire en ligne),
- (en-US) Gary Jeffrey, Rosa Parks and the Montgomery Bus Boycott, Gareth Stevens Publishing, 1er août 2012, 24 p. (ISBN 9781433974991, lire en ligne),

### Articles
- Christelle Gomis, « Sortir de l’intersection: Écrire l’histoire des femmes noires aux États-Unis depuis 1989 », 20 & 21. Revue d'histoire, vol. N°146, no 2,‎ 2020, p. 139 (ISSN 2649-664X et 2649-6100, DOI 10.3917/vin.146.0139, lire en ligne, consulté le 9 juillet 2023)
- (en-US) Dominic J. Capeci, Jr., « From Harlem to Montgomery: The Bus Boycotts and Leadership of Adam Clayton Powell, Jr., and Martin Luther King, Jr. », The Historian, Vol. 41, No. 4,‎ août 1979, p. 721-737 (17 pages) (lire en ligne),
- (en-US) Adam Fairclough, « The Preachers and the People: The Origins and Early Years of the Southern Christian Leadership Conference, 1955-1959 », The Journal of Southern History, Vol. 52, No. 3,‎ août 1986, p. 403-440 (38 pages) (lire en ligne),
- (en-US) Randall Kennedy, « Martin Luther King's Constitution: A Legal History of the Montgomery Bus Boycott », The Yale Law Journal, Vol. 98, No. 6,‎ avril 1989, p. 999-1067 (69 pages) (lire en ligne),
- (en-US) Robert Jerome Glennon, « The Role of Law in the Civil Rights Movement: The Montgomery Bus Boycott, 1955-1957 », Law and History Review, Vol. 9, No. 1,‎ 1991, p. 59-112 (54 pages) (lire en ligne),
- (en-US) David J. Garrow, « Hopelessly Hollow History: Revisionist Devaluing of Brown v. Board of Education », Virginia Law Review, Vol. 80, No. 1,‎ février 1994, p. 151-160 (10 pages) (lire en ligne),
- (en-US) Kirt H. Wilson, « Interpreting the Discursive Field of the Montgomery Bus Boycott: Martin Luther King Jr.'s Holt Street Address », Rhetoric and Public Affairs, Vol. 8, No. 2,‎ 2005, pp. 299-326 (28 pages) (lire en ligne),
- (en-US) Clayborne Carson, « To Walk in Dignity: The Montgomery Bus Boycott », OAH Magazine of History, Vol. 19, No. 1,‎ janvier 2005, p. 13-15 (3 pages) (lire en ligne),
- (en-US) Christopher Coleman, Laurence D. Nee & Leonard S. Rubinowitz, « Social Movements and Social-Change Litigation: Synergy in the Montgomery Bus Protest », Law & Social Inquiry, Vol. 30, No. 4,‎ automne 2005, p. 663-736 (74 pages) (lire en ligne),
- (en-US) « The Unsung Heroes of the Montgomery Bus Boycott », The Journal of Blacks in Higher Education, No. 50,‎ hiver 2005/2006, p. 107 (1 page) (lire en ligne),
- (en-US) Eva Paterson, « Celebrate Rosa Parks and the Montgomery Bus Boycott: End Race Discrimination in Public Transport Today », Race, Poverty & the Environment, Vol. 12, No. 1,‎ hiver 2005/2006, p. 18-19 (2 pages) (lire en ligne),
- (en-US) Anne Brice, « The Montgomery bus boycott and the women who made it possible », Berkeley News,‎ 11 février 2020 (lire en ligne),